# Gmina Trebnje
Trebnje – gmina na południowym wschodzie Słowenii. W 2002 roku liczyła 14 350 mieszkańców.

## Miejscowości
Miejscowości wchodzące w skład gminy Trebnje:

- Arčelca
- Artmanja vas
- Babna Gora
- Belšinja vas
- Benečija
- Bič
- Blato
- Breza
- Cesta
- Čatež
- Češnjevek
- Dečja vas
- Dobrava
- Dobravica pri Velikem Gabru
- Dobrnič
- Dol pri Trebnjem
- Dolenja Dobrava
- Dolenja Nemška vas
- Dolenja vas pri Čatežu
- Dolenje Kamenje pri Dobrniču
- Dolenje Medvedje Selo
- Dolenje Ponikve
- Dolenje Selce
- Dolenji Podboršt pri Trebnjem
- Dolenji Podšumberk
- Dolenji Vrh
- Dolga Njiva pri Šentlovrencu
- Dolnje Prapreče
- Goljek
- Gombišče
- Gorenja Dobrava
- Gorenja Nemška vas
- Gorenja vas pri Čatežu
- Gorenja vas
- Gorenje Kamenje pri Dobrniču
- Gorenje Medvedje selo
- Gorenje Ponikve
- Gorenje Selce
- Gorenji Podboršt pri Veliki Loki
- Gorenji Podšumberk
- Gorenji Vrh pri Dobrniču
- Gornje Prapreče
- Gradišče pri Trebnjem
- Grič pri Trebnjem
- Grm
- Grmada
- Hudeje
- Iglenik pri Veliki Loki
- Jezero
- Kamni Potok
- Knežja vas
- Korenitka
- Korita
- Kriška Reber
- Križ
- Krtina
- Krušni Vrh
- Kukenberk
- Lipnik
- Lisec
- Log pri Žužemberku
- Lokve pri Dobrniču
- Lukovek
- Luža
- Mačji Dol
- Mačkovec
- Mala Loka
- Mala Ševnica
- Male Dole pri Stehanji vasi
- Mali Gaber
- Mali Videm
- Martinja vas
- Medvedjek
- Meglenik
- Mrzla Luža
- Muhabran
- Občine
- Odrga
- Orlaka
- Pekel
- Pluska
- Podlisec
- Potok
- Preska pri Dobrniču
- Primštal
- Pristavica pri Velikem Gabru
- Račje selo
- Razbore
- Rdeči Kal
- Repče
- Replje
- Reva
- Rihpovec
- Rodine pri Trebnjem
- Roje pri Čatežu
- Roženpelj
- Rožni Vrh
- Sejenice
- Sela pri Šumberku
- Stehanja vas
- Stranje pri Dobrniču
- Stranje pri Velikem Gabru
- Studenec
- Svetinja
- Šahovec
- Šentlovrenc
- Škovec
- Šmaver
- Štefan pri Trebnjem
- Trebanjski Vrh
- Trebnje – siedziba gminy
- Trnje
- Vavpča vas pri Dobrniču
- Velika Loka
- Velika Ševnica
- Velike Dole
- Veliki Gaber
- Veliki Videm
- Volčja Jama
- Vrbovec
- Vrhovo pri Šentlovrencu
- Vrhtrebnje
- Vrtače
- Zagorica pri Dobrniču
- Zagorica pri Čatežu
- Zagorica pri Velikem Gabru
- Zavrh
- Zidani Most
- Žabjek
- Železno
- Žubina

Ewolucja populacji
| 1999   | 2000   | 2001   | 2002   | 2003   | 2004   | 2005   | 2006   | 2007   | 2008   |
| ------ | ------ | ------ | ------ | ------ | ------ | ------ | ------ | ------ | ------ |
| 18 227 | 18 290 | 18 387 | 18 524 | 18 670 | 18 700 | 18 814 | 19 005 | 13 909 | 14 350 |